# Ризенкампф, Георгий Константинович
Георгий Константинович Ризенкампф (1886, Эривань — 30 мая 1943, Явас, Мордовская АССР) — крупнейший русский и советский специалист в области гидротехники и мелиорации, организатор и первый директор Научно-мелиорационного института в Петрограде (впоследствии ВНИИ гидротехники им. Б. Е. Веденеева), профессор Петроградского политехнического института.

## Ранние годы
По национальности русский. Родился в 1886 году в Эривани в семье мирового судьи Губенко. Отец умер в 1888 году, когда мальчику было 2 года. Через несколько лет мать вторично вышла замуж за генерал-лейтенанта в отставке Константина Александровича Ризенкампфа, который усыновил ребёнка и дал ему свою фамилию и отчество.
После окончания Тифлисского Реального училища он по конкурсу был в 1903 году принят в Петербургский институт инженеров путей сообщения на факультет Водных путей. В 1909 году получил премию за дипломный проект по гидротехнике . Будучи студентом, выезжал в Германию, где недолгое время учился в Шарлоттенбургском политехникуме, один семестр слушал лекции в политехникуме в Карлсруэ. Летом 1906 года совершил путешествие по Австрии, Швейцарии и Италии в целях ознакомления с гидротехническими и энергетическими сооружениями. Затем поступил матросом на шведский корабль и предпринял морское путешествие для знакомства с гидротехническими сооружениями Швеции.
Первым местом его работы стало строительство Новороссийско-Сухумской дороги в Кавказском округе путей сообщения (1909 г.). В 1910 г. переведён в Петербург в Отдел земельных улучшений Министерства земледелия. В 1912 году назначен начальником изысканий по орошению Голодной степи (магистральный канал был открыт 5 октября 1913 года). По результатам исследований им был разработан новый проект орошения степи, в котором впервые предлагалось комплексное использование водных ресурсов реки Сырдарьи с устройством на ней гидроэлектростанции. Помимо тщательно разработанной ирригационной системы, проект предусматривал план землеустройства, расположения городов и административных центров, заводов, железных и шоссейных дорог, линий связи и электропередачи. Этот передовой для своего времени проект был направлен на благоустройство не только оросительной сети, но и всего региона. Проект Ризенкампфа учитывал ошибки прошлых схем и использовал новейшие открытия в гидравлике сооружений, движении грунтовых вод под сооружениями. Для строительства цементного завода из Риги было привезено оборудование, но Первая мировая война прервала комплексное освоение Голодной степи.
В 1915 году переведен в Министерство земледелия, где создал Управление гидротехнических работ, обслуживавшее нужды армии Северного фронта (постройка временных плотин для затопления, водоснабжения и осушения местности, окопов). Одновременно работал преподавателем в Петроградском политехническом институте и Институте инженеров путей сообщения.

## Гражданская война. ИРТУР
В начале 1918 года обратился к Ленину с докладной запиской о состоянии орошаемого земледелия в Туркестане. 17 мая 1918 года декретом Совнаркома было учреждено Особое Управление ирригационных работ в Туркестане (ИРТУР) под председательством Ризенкампфа, политкомиссаром Управления был назначен А. А. Никитинский. К октябрю состав экспедиции Управления был сформирован, одобрен политкомиссаром, Московской и Питерской ЧК, и с разработанными планами ирригации, документами и имуществом двумя эшелонами (из Москвы и Петрограда) отправился в Астрахань, чтобы затем Каспийским морем добраться до Туркестана. Передвижением экспедиции к месту назначения руководил Полномочный представитель ВЦИК и Совнаркома для Туркестана, почетный председатель Туркестанского ЦИК, член Реввоенсовета Республики П.А. Кобозев. Уже в пути стало известно о начавшейся английской интервенции и, по распоряжению П.А. Кобозева, экспедиция, уже добравшись до Саратова, была направлена в Самару, чтобы добраться до Туркестана через Оренбург, который в ближайшее время должен быть занят Красной Армией. Экспедиция ИРТУР, 230 человек вместе с оборудованием, прибыла в Самару: первый эшелон 7 ноября, второй — 21 ноября. Участники экспедиции поселились в гостинице «Гранд-отель» на улице Советской в центре города.
29 ноября Самарская ГубЧК провела в гостинице обыск, который не дал никаких результатов. Несмотря на предъявление сотрудникам ЧК предписания, обязывающего их оказывать экспедиции содействие, подписанного председателем СНК Лениным, председателем ВЦИК Свердловым, председателем ВСНХ Рыковым и управляющим делами СНК Бонч-Бруевичем, на следующий день в экспедиции прошли первые аресты. После обращения в ГубЧК начальника экспедиции Ризенкампфа за разъяснениями, 2 декабря были арестованы и заключены в Самарскую губернскую тюрьму все сотрудники экспедиции, включая курьеров и поваров, во главе с её начальником.
Поводом для арестов стали подозрения в контрреволюционной деятельности, вызванные бдительностью, а также наличием в составе экспедиции помощника начальника работ по сооружению плотин и каналов, бывшего министра путей сообщения Временного правительства Г. С. Тахтамышева и бухгалтера, бывшего издателя монархической газеты «Земщина» С. К. Глинка-Янчевского, о чём Питерская и Московская ЧК были извещены заранее.
3 декабря П.А. Кобозев отправил телеграмму В.И. Ленину: «Все мандаты, подписанные как Вами, так и Чрезвычайной комиссией, не оказали влияния, причем, по письменному заявлению инженера Ризенкампфа, агенты местной чрезвычайки глумились над этими мандатами, называя их ничего не значащими бумажками, держали себя грубо, вызывающе, угрожали вооруженной силой. Считаю необходимым срочное прибытие сюда более интеллигентных представителей Чрезвычайной комиссии, ввиду выдающегося значения события». 6 декабря Ленин отправил Самарскому Губисполкому и Самарской ЧК телеграмму: «Предписываю немедленно освободить Ризенкампфа и представителей контроля, ограничиться в случае крайней необходимости домашним арестом или военным надзором за гостиницей. Оставить в тюрьме можете только тех, против кого имеете улики. Имена их немедленно телеграфируйте мне. За полную сохранность планов, документов и всего имущества вы отвечаете».
Прибывшая в Самару комиссия из представителей ВСНХ и ВЧК в акте от 21 декабря 1918 г. ничего контрреволюционного в деятельности специалистов ИРТУР не обнаружила. В январе 1919 г. по распоряжению ВЦИК и СНК все дела ИРТУР и ещё арестованные члены экспедиции были увезены в Москву. 25 февраля 1919 г. ВЦИК на основании двукратного расследования при участии представителя ВЧК, принял постановление о прекращении дела, как необоснованного. Несмотря на то, что организация была полностью оправдана, и ещё сразу после вмешательства Кобозева, а затем Ленина, большинство сотрудников во главе с Ризенкампфом были выпущены из тюрьмы, после решения ВЦИК несколько человек (включая Глинка-Янчевского) остались в заключении. Пока шло разбирательство, Ризенкампф и участники экспедиции жили в самарском «Гранд-отеле». Весной началось наступление войск Колчака на Самару и в начале апреля гостиницу освободили под лазарет для раненых красноармейцев, переселив экспедицию в другое место. 19 апреля 1919 г. В.И. Ленин и нарком путей сообщения Л. Б. Красин направили Реввоенсовету Восточного фронта телеграмму: «Признаю немедленный выезд из Самары Иртура безусловно необходимым. Ввиду огромной технической ценности этой организации и возможности ее использования на других срочных государственных работах прошу принять экстренные меры к безотлагательному перемещению имущества Иртура, служащих с семьями и личным имуществом в Пензу, куда будут даны дальнейшие указания. … За непринятие действительных мер переезда будете ответственны. Если эвакуация железной дорогой невозможна, примите безотлагательно срочные меры эвакуации имущества Иртура водой до Саратова».

## Дальнейшая жизнь и работа
В 1919 году закончил труд «Оросительная хлопковая программа», который в дальнейшем был положен в основу плана ГОЭЛРО по Средней Азии. В Туркестанском университете в Ташкенте Ризенкампф был назначен профессором и руководителем кафедры ирригации инженерно-мелиоративного факультета. Руководил группой учёных, инженеров и проектировщиков, занятых составлением плана «Электрификация Туркестанского района». В этой главе как базовые были использованы доклады Ризенкампфа : «Проблема орошения Туркестана» и «Перспективы развития Туркестана на ближайший период времени по установлению нормальной жизни».
 За весь период работы комиссии ГОЭЛРО был активным её членом и принимал участие почти во всех мероприятиях, осуществляемых по реализации плана электрификации России.
В 1920 году переведён на работу в Московский межевой институт ВСНХ.
 4 июля 1920 года выходит четвёртый номер Бюллетеня комиссии ГОЭЛРО с тезисами профессора Ризенкампфа «Общие тезисы к электрификации Туркестана».
В 1921 году вернулся в Петроград в качестве профессора Петроградского политехнического института. Все эти годы он не оставлял проект орошения Голодной степи, считая его делом своей жизни.
В 1921 году он вместе с инициативной группой, в которую вошли профессора Н. Н. Павловский и И. И. Москвитинов, обратился в Совет Народных Комиссаров с докладной запиской об организации в Петрограде научного института. 5 сентября 1921 года СНК постановил учредить Научно-мелиорационный институт (впоследствии ВНИИГ) при Сельскохозяйственном Ученом Комитете. Новый институт, в котором Ризенкампф был назначен директором и председателем Ученого Совета, явился первым в стране исследовательским учреждением для создания совершенных оросительных и осушительных систем и гидротехнических сооружений. Ему удалось с нуля организовать научную и изыскательскую деятельность института. Под его руководством проходило обустройство лабораторной базы, организация полевых работ и экспедиций, выполнение первых научных исследований, были разработаны проекты «Мелиорация устья Невы и защита Ленинграда от наводнений», «Мелиорация Рионо—Колхидской низменности», новый проект орошения Голодной степи.
Для работы в институте Г. Ризенкампфом были приглашены известные ученые в области гидравлики, гидротехники, мелиорации, основавшие впоследствии научные школы. Он организовал Северо—Кавказское отделение института в г. Новочеркасске.
В институте продолжил разрабатывать начатые ещё до 1917 года изобретения в области инженерных сооружений, соединения труб, систем центрального отопления и вентиляции. В гидротехнике известна разборчатая плотина с крылевидным затвором конструкции Ризенкампфа.
В ноябре 1928 года уволен с должности директора, а 11 сентября 1929 года арестован по обвинению во вредительстве и антисоветской деятельности. Постановлением Коллегии ОГПУ 23 августа 1931 года по статьям 58-6, 58-7, 58-11 приговорён к высшей мере наказания (расстрелу). Приговор был заменён на 10 лет ИТЛ.
Около трёх лет работал проектировщиком на строительстве Беломоро—Балтийского канала.
После условно-досрочного освобождения в 1932 году главой Технического отделения Экономического управления ОГПУ А. Горяновым-Горным был назначен в «шарашку» техническим руководителем Особого гидротехнического отдела ОГПУ в Москве, где занимался разработкой схемы использования водных ресурсов реки Волги. Схема реконструкции Волги, предложенная Ризенкампфом и удовлетворяющая нуждам водного транспорта, энергетики и ирригации, легла в основу большого гидротехнического строительства 50− 60-х годов.
В 1935 году назначен главным инженером проекта Волго-Донского канала, который считался первоочередным объектом схемы реконструкции Волги.
В предвоенные годы работал главным консультантом проекта морского Манычского пути между Азовским и Каспийским морями, был консультантом по работам, связанным с реконструкцией и развитием орошения в Кура-Араксинской низменности и проектированием Мингечаурского гидроузла на реке Куре.
С 1940 года руководитель сектора технического совета в Наркомате речного флота.
В апреле 1941 года Советом гидротехнического факультета ЛПИ представлен к докторской степени без защиты диссертации, однако был вновь арестован в июле 1942 года по Делу «контрреволюционной вредительской организации в системе ирригации и мелиорации». Приговорён к расстрелу, который, также, как и предыдущий приговор, был заменён на 10 лет ИТЛ. Заключение отбывал в Темниковском исправительно—трудовом лагере (Темлаге) в поселке Явас Мордовской АССР.
30 мая 1943 года Г. К. Ризенкампф скончался в лагере.
8 января 1959 года Военной Коллегией Верховного Суда СССР Георгий Константинович Ризенкампф посмертно реабилитирован.